# Bogatkin
Bogatkin je priimek več oseb:
- Vladimir Nikolajevič Bogatkin, sovjetski general
- Mihael Filipovič Bogatkin, hidro-tehnik